# (376084) Annettepeter
(376084) Annettepeter est un astéroïde de la ceinture principale.

## Description
(376084) Annettepeter est un astéroïde de la ceinture principale. Il fut découvert le 3 novembre 2010 à Tzec Maun par Erwin Schwab. Il présente une orbite caractérisée par un demi-grand axe de 2,18 UA, une excentricité de 0,11 et une inclinaison de 5,4° par rapport à l'écliptique.

## Compléments